# Casoria
Casoria je italské obec v metropolitním městě Napoli v oblasti Kampánie. Město je součástí aglomerace Neapole.
V roce 2012 zde žilo 78 229 obyvatel.

## Sousední obce
Afragola, Arzano, Cardito, Casalnuovo di Napoli, Casavatore, Frattamaggiore, Neapol, Volla

## Vývoj počtu obyvatel
Počet obyvatel
Zdroj: 